# Torkel Carlsson
Carl Torkel Carlsson, född 22 november 1923 i Göteborgs domkyrkoförsamling, död 16 januari 1994 i Askims församling i Göteborgs och Bohus län, var en svensk skeppsredare och direktör.
Torkel Carlsson var son till direktören Carl August Carlsson och Charlotta, ogift Smith. Han var också brorson till skeppsredaren Gunnar Carlsson samt kusin till dennes söner Per Carlsson och Rolf Carlsson. Efter studentexamen 1941 läste han vid Handelshögskolan i Göteborg och diplomerades (DHG) därifrån 1947. Han anställdes samma år vid Rederi AB Transatlantic i Kapstaden, fortsatte som vice verkställande direktör vid huvudkontoret i Göteborg 1960 och var verkställande direktör för Rederi AB Transatlantic 1972–1983. Han var styrelseledamot i Rederi AB Trans-ex samt ordförande i Göteborgs Hamnarbetskontor.
Han gifte sig 1951 med Shirley Richardson (1927–2020), dotter till H H Richardson och Barbara Richardson. De fick fyra barn: Barbara (född 1951), Mikael (född 1955), Max (född 1960) och Daniel (född 1961). Makarna Carlsson är gravsatta på Billdals kyrkogård i Göteborg.